# Вермилион (Канзас)
Вермилион (енгл. Vermillion) град је у америчкој савезној држави Канзас.

## Демографија
По попису из 2010. године број становника је 112, што је 5 (4,7%) становника више него 2000. године.
| Група             | 2000.       | 2010.       |
| Белци             | 101 (94,4%) | 101 (90,2%) |
| Афроамериканци    | 0 (0,0%)    | 0 (0,0%)    |
| Азијати           | 0 (0,0%)    | 0 (0,0%)    |
| Хиспаноамериканци | 6 (5,6%)    | 6 (5,4%)    |
| Укупно            | 107         | 112         |